# Remember Two Things
Remember Two Things es un disco de Dave Matthews Band, lanzado en el año 1993 de manera independiente por el sello Bama Rags, el cual pertenece a los integrantes del grupo musical.  Este fue el único álbum en el cual la banda se denominó “The Dave Matthews Band”.
El 24 de junio de 1997 el disco fue relanzado al mercado por el sello RCA y en el año 2000 fue certificado por la RIAA con un disco de platino.  El arte de tapa del álbum es un estereograma que cuando es correctamente enfocado, muestra a una persona haciendo el signo de  la paz con los dedos de su mano. 
El disco contiene 9 canciones, 7 en vivo y dos grabadas en estudio, y una pista oculta.

## Lista de canciones
1. "Ants Marching" (en vivo) — 6:08
2. "Tripping Billies" (en vivo) — 4:49
3. "Recently" (en vivo) — 8:42
4. "Satellite" (en vivo) — 5:01
5. "One Sweet World" (en vivo) — 5:18
6. "The Song That Jane Likes" (en vivo) — 3:33
7. "Minarets" — 4:22
8. "Seek Up" — 7:20
9. "I'll Back You Up" (en vivo, acústico) — 4:26
10. "Christmas Song" (en vivo, acústico) — 5:34

Todas las canciones fueron compuestas por David J. Matthews.
Las primeras seis canciones fueron grabadas por Dave Matthews Band durante una presentación en vivo, mientras que "Minarets" y "Seek Up" son las dos primeras canciones que la banda grabó en estudio. "I'll Back You Up" y "Christmas Song", fueron también grabadas en vivo, pero en ellas sólo participan Dave Matthews y Tim Reynolds.
Al final de “Christmas Song” se encuentra una pista oculta con un “outro” de “Seek Up”, el cual es seguido por sonidos ambientales de truenos y grillos.

## Créditos

### Músicos
- Carter Beauford – batería, percusión y voz.
- Stefan Lessard – bajo.
- Dave Matthews – guitarra acústica y voz.
- LeRoi Moore – Instrumentos de viento, voz.
- Boyd Tinsley – Violín acústico, voz

### Músicos invitados
- Greg Howard — Chapman Stick, synthesizer y muestras de percusión en “Minarets”
- Tim Reynolds — guitarras en "Minarets", "Seek Up", "I'll Back You Up" y "Christmas Song"